# Milizia cittadina (Milano)
La Milizia cittadina è stato un Corpo di polizia della città di Milano istituito nel XVII secolo.

## Storia
La Milizia fu inizialmente costituita dal cardinale Egidio Albornoz e stabilmente organizzata nel 1636 da Diego Felipe de Guzmán, marchese di Leganés, succeduto all'Albornoz quale governatore di Milano per conto del Regno di Spagna. La Milizia venne mantenuta anche sotto gli austriaci.
Al tempo della campagna d'Italia (1796-1797), a causa del lungo periodo di pace trascorso, la Milizia esisteva quasi soltanto più di nome, essendo pochi i miliziotti e vuoti, non essendo state effettuate nomine, i posti di ufficiale. L'arciduca Ferdinando pensò quindi di riattivarla, pubblicando, il 7 maggio 1796, un editto dell'imperatore Francesco I in cui si annunciava che «sopra istanza del Consiglio generale della città [si era deciso] di porre in attuazione la milizia urbana». La decisione fu eseguita dal vicario di Provvisione e dai sessanta decurioni del Consiglio generale, che continuarono ad armare la milizia anche dopo che l'arciduca governatore aveva deciso, il 9 maggio, di abbandonare la città. I cittadini chiamati risposero all'appello e, posti sotto il comando del sopraintendente duca Gian Galeazzo Serbelloni, riuscirono a tutelare efficacemente l'ordine pubblico cittadino fino all'arrivo dei francesi.
Questi ultimi la mantennero in servizio, auspicandone anzi la trasformazione in un servizio permanente; però, visti i tempi tumultuosi, si rese necessario riformarla e fu scelto, dai commissari Saliceti e Garreau, di renderla simile alla Guardia nazionale francese in modo tale che fosse possibile utilizzarla anche nelle vere e proprie campagne militari; la municipalità accondiscese pubblicando il 19 agosto il piano per l'erezione della nuova guardia nazionale milanese che prevedeva otto battaglioni composti da cittadini dai sedici ai cinquantacinque anni. La preparazione del nuovo corpo procedette lentamente soprattutto per il timore dei cittadini, nonostante le assicurazioni contrarie, di essere condotti in battaglia contro l'Austria. La milizia continuò quindi a prestare servizio come in precedenza, sotto la sorveglianza del comandante la piazza Baraguey d'Hilliers, mentre, il 2 novembre 1796, veniva pubblicato un nuovo Piano che portò alla definitiva installazione della Guardia nazionale il 20 novembre.

## Funzioni
Veniva distinta in milizia urbana e forese e ne era a capo un nobile scelto da governatore che portava il titolo di sopraintendente generale; comprendeva potenzialmente tutti i cittadini maschi dai diciotto ai cinquant'anni, anche se in tempo di pace si riduceva ad un picchetto di guardia per ciascuna delle porte delle città, ingrandendosi in caso di guerra o di altri pericoli.

## Uniforme
La Milizia non ebbe una vera e propria uniforme fino al 1781, in quest'anno il sopraintendente Gian Galeazzo Serbelloni chiese all'imperatore Giuseppe II che il corpo da lui comandato avesse «il diritto di portare una divisa». Il diritto fu concesso con dispaccio del 18 maggio 1782 imponendo che né i colori né la foggia della divisa fosse tale da richiamare alcuna divisa dei reggimenti austriaci. L'uniforme venne quindi così descritta in un ricorso presentato dal vicario e dai decurioni al viceré:
I colori presenti furono dunque verde e bianco con una netta prevalenza del primo che, essendo anche il colore del soprabito, divenne il distintivo della milizia divenendo quindi abituale all'occhio dei milanesi. I miliziotti furono perciò soprannominati ramolazzil (dal nome locale di una specie di rapa) e, in seguito, verdi. Questa divisa (e quindi i suoi colori) furono ereditati dalla Guardia nazionale che sostituì la milizia dopo l'arrivo dei francesi, fu anzi accentuata la prevalenza del verde rendendo di questo colore anche i pantaloni dell'uniforme, e passò anche al primo corpo di milizia "regolare" organizzato dalla città, la Legione Lombarda, destinato a combattere a fianco delle truppe napoleoniche. Fu quindi per questo motivo che il verde, insieme al rosso e al bianco (colori di Milano e presenti anche sulla coccarda e il tricolore francese), passò sulla coccarda e sulla bandiera tricolore della Legione, bandiera che doveva poi divenire il tricolore italiano.